# Museo de Bolu
El Museo de Bolu (en turco, Bolu Müzesi) es uno de los museos de Turquía. Está ubicado en la ciudad de Bolu, situada en la provincia de su mismo nombre. La sede de este museo se encuentra en el edificio del centro cultural de la ciudad y fue inaugurado en 1981.

## Colecciones
El museo consta de una sección arqueológica y otra etnográfica.
La primera sección expone piezas arqueológicas cuya cronología está comprendida entre el Neolítico y la época bizantina e incluye una subsección con monedas que abarcan desde el periodo de la antigua Grecia hasta la época del imperio otomano. Esta sección incluye estatuas, estelas funerarias y otros objetos de arcilla, vidrio y metal. También se presenta una réplica de una tumba romana con su esqueleto y su ajuar funerario. Algunas proceden de Korucuk, de Değirmenözü, de Susuzkınık, de Çeltikderesi y de Bolu, que en la época romana tenía el nombre de Claudiópolis. Las obras de mayor tamaño, como algunos elementos arquitectónicos y escultóricos, sarcófagos, lápidas y piedras con inscripciones se exponen en el jardín del museo.
|  |
|  |

|  |
|  |

|  |
|  |

|  |
|  |

La sección etnográfica alberga elementos tradicionales ordenados temáticamente, de los siglos XIX y XX. La exposición incluye encajes artesanales de Mudurnu, ropa de Kıbrısçık, la noche de henna, instrumentos musicales, joyas, llaves, herramientas agrícolas, objetos religiosos, y otros objetos de la vida cotidiana.
|  |
|  |

|  |
|  |

|  |
|  |

|  |
|  |